# Масельський Степан Іванович
Степан Іванович Масельський (* 7 листопада 1971, с. Новогригорівка, Маловисківський район, Кіровоградська область, Українська РСР, СРСР) — український політичний діяч. Голова Харківської обласної державної адміністрації з 17 грудня 2004 р. по 4 лютого 2005 р., Балаклійської районної державної адміністрації з січня 2001 р. по листопад 2003 р. і з 19 лютого 2007 р. по 15 квітня 2010 р., голова Балаклійської районної ради з 17 квітня 2010 р. Небіж Олександра Степановича Масельського. Кавалер ордена «За заслуги» ІІІ ступеня.

## Життєпис
Народився 7 листопада 1971 у с. Новогригорівка Маловисківського району Кіровоградської області.
У 1992 закінчив Харківський інститут механізації й електрифікації сільського господарства (спеціальність — механізація сільського господарства, кваліфікація — інженер-механік).
Протягом вересня 1992 — вересня 1995 працював заступником директора з виробництва та виконувач обов'язків директора радгоспу «Червоний Жовтень» (с. Веселе Балаклійському районі Харківської області), а в вересні 1995 став директором дослідно-виробничого господарства «Червоний Жовтень» (до квітня 2000 р.).
У 1998, 2002 і 2006 рр. обирався депутатом Балаклійської районної ради.
З квітня 2000 р. по листопад 2000 р. працював І заступником голови Нововодолазької районної державної адміністрації. Протягом листопада 2000 р. — січня 2001 р. — економічний радник голови Харківської обласної державної адміністрації. З січня 2001 р. по листопад 2003 р. — голова Балаклійської районної державної адміністрації.
2003 р. закінчив Харківський регіональний інститут державного управління Української Академії державного управління при Президентові України (спеціальність — державне управління, кваліфікація — магістр державного управління).
У листопаді 2003 р. призначений заступником голови Харківської обласної державної адміністрації, а в грудні 2004 р. — її головою (до лютого 2005 р.)
Протягом січня-лютого 2007 р. працював економічним радником відділу по забезпеченню діяльності голови та заступників голови облдержадміністрації апарату Харківської обласної державної адміністрації. З лютого 2007 р. знову призначений головою Балаклійської районної державної адміністрації. 15 квітня 2010 року звільнений з посади голови райдержадміністрації в зв'язку із закінченням строку повноважень Президента України.
17 квітня 2010 року на LVII сесії Балаклійської районної ради обраний її головою.

### Політична діяльність
Протягом лютого 2005 р. — січня 2007 р. очолював Харківську обласну організацію Народної партії. Член виконкому Харківської обласної організації Народної партії.
На виборах Народних депутатів України 26 березня 2006 р. балотувався від «Народного блоку Литвина» до Верховної Ради — № у списку 105.

## Родина
Дружина — Масельська Людмила Вікторівна, * 1973, працює директором салону краси «Діва». 
Діти: син Іван 1992 р.н., донька Катерина 2000 р.н.

## Нагороди, відзнаки та звання
Лауреат Всеукраїнської програми «Лідери регіонів» (2002 р.). 
20 січня 2010 відзначений орденом «За заслуги» ІІІ ступеня.